# Hinteres Freieck
Hinteres Freieck är ett berg i Österrike.   Det ligger i distriktet Hallein och förbundslandet Salzburg, i den centrala delen av landet, 250 km väster om huvudstaden Wien. Toppen på Hinteres Freieck är 2 005 meter över havet.
Terrängen runt Hinteres Freieck är varierad. Närmaste större samhälle är Kuchl, 5,8 km nordost om Hinteres Freieck. 
I omgivningarna runt Hinteres Freieck växer i huvudsak blandskog. Runt Hinteres Freieck är det ganska tätbefolkat, med 80 invånare per kvadratkilometer.